# Gary Chalmers
Garibaldi „Gary“ Chalmers je fiktivní postava z amerického animovaného seriálu Simpsonovi. Poprvé se objevuje v dílu Hadobijecký den. Chalmers je přísný a většinou bez humoru, má malou toleranci k nepořádku nebo porušování pravidel; jeho celkové chování a osobnost připomínají vojenského důstojníka. Kdykoli navštíví Springfieldskou základní školu, stane se nějaká katastrofa. U ředitele Skinnera vyvolává extrémní úzkost a on nabízí stále nepravděpodobnější historky, aby vysvětlil, co se děje. Chalmers je známý tím, že rozrazí dveře do místnosti a zařve „Skinnere!“. Je jednou z mála autoritativních postav ve Springfieldu, které jsou brány vážně.
V několika epizodách, například v díle Udavač Bart, je Chalmers viděn, jak chodí s Agnes Skinnerovou, ačkoli v jiných epizodách zmiňuje, že je ženatý. Je vdovcem po Rosemary Chalmersové, se kterou měl dceru Shaunu. Přestože se Chalmers chová ke Skinnerovi přísně a úřednicky, ke své dceři je naopak něžný.
Server CBR jej zařadil na seznam nejdepresivnějších vedlejších postav seriálu Simpsonovi.